# Адамов, Артюр
Артю́р Адамо́в (фр. Arthur Adamov, собственно Адамян, 23 августа 1908, Кисловодск — 16 марта 1970, Париж) — французский прозаик и драматург, переводчик.

## Биография и творчество
Артюр Адамов родился в семье армянского нефтезаводчика, перебравшегося в 1912 году в Германию, затем в Швейцарию, а в 1924 году в Париж. Отец писателя проиграл состояние и в 1933 году покончил с собой.
Адамов сблизился с сюрреалистами, подружился с Арто, Джакометти. Писал стихи, издавал сюрреалистический журнал «Разрыв». В 1938 году пережил нервный срыв. В 1941 году был арестован за враждебные высказывания в адрес вишистского правительства, до конца войны находился в лагере в Аржелесе.
После войны в состоянии крайней депрессии начал писать исповедальную прозу, обратился к драматургии. Его пьесы стали началом театра абсурда, хотя более ранние скорее говорят о влиянии Стриндберга и, в определённой мере, Кафки, а более поздние ближе к Брехту, к политическому театру Эрвина Пискатора. Пьесы Адамова ставили лучшие режиссёры тогдашней Франции, они шли в Великобритании, но он очень болезненно относился к успехам Сэмюэля Беккета и Эжена Ионеско и к своему «первенству»[уточнить].
С началом войны в Алжире сблизился с левыми силами, подписал коллективный протест французских интеллектуалов «Манифест 121».

### Переводы
Переводил Гоголя, Рильке, Георга Бюхнера, Чехова, Горького («Мещан» в его переводе поставила в своем «Театр дю солей» Ариана Мнушкина), переделывал для сцены гоголевские «Мёртвые души».

### Гибель
С середины 1960-х начал пить, затем употреблять наркотики. Несколько раз лечился в психбольницах. Покончил с собой, приняв смертельную дозу барбитуратов. Похоронен на кладбище в Иври-сюр-Сен (Валь-де-Марн, Франция).

## Произведения
- L’Aveu (1946, автобиографическая проза)
- «Пародия» / La Parodie (1947, пост. Роже Блена, 1952)
- «Вторжение» / L’invasion (1949, пост. Жана Вилара, 1950)
- La Grande et la Petite Manouevre (1950)
- «Все против всех» / Tous contre tous (1953)
- Le Professeur Taranne (1953, пост. Роже Планшона)
- «Пинг-понг» / Le Ping Pong (1955)
- August Strindberg, dramaturge (1955)
- Commes nous avons été (1956)
- «Паоло Паоли» / Paolo Paoli (1957, пост. Роже Планшона)
- «Весна 71 года» / Le printemps 71 (1961)
- La Politique des restes (1962)
- La Sainte Europe (1965)
- M. le Modéré (1967)
- Off Limits (1968)
- L’Homme et l’enfant (1968, автобиография)
- Je… Ils… (1969, автобиографические рассказы)

## Публикации на русском языке

### Пьесы
- Паоло Паоли // «Пьесы современной Франции». М.: Искусство, 1960
- «Весна семьдесят первого». М.: Искусство, 1968

### Эссе
- «Театр или сновидение. Из книги „Здесь и сейчас“» // «Как всегда — об авангарде: Антология французского театрального авангарда»/ Сост., пер., коммент. Сергея Исаева. М.: Союзтеатр; ГИТИС, 1992. С. 150—157.
- «Высочайшая вершина бездны» // Иностранная литература. 1997. № 4